# Apchon
 (juin 2023).
La mise en forme du texte ne suit pas les recommandations de Wikipédia : il faut le « wikifier ».
Les points d'amélioration suivants sont les cas les plus fréquents. Le détail des points à revoir est peut-être précisé sur la page de discussion.
- Les titres sont pré-formatés par le logiciel. Ils ne sont ni en capitales, ni en gras.
- Le texte ne doit pas être écrit en capitales (les noms de famille non plus), ni en gras, ni en italique, ni en « petit »…
- Le gras n'est utilisé que pour surligner le titre de l'article dans l'introduction, une seule fois.
- L'italique est rarement utilisé : mots en langue étrangère, titres d'œuvres, noms de bateaux, etc.
- Les citations ne sont pas en italique mais en corps de texte normal. Elles sont entourées par des guillemets français : « et ».
- Les listes à puces sont à éviter, des paragraphes rédigés étant largement préférés. Les tableaux sont à réserver à la présentation de données structurées (résultats, etc.).
- Les appels de note de bas de page (petits chiffres en exposant, introduits par l'outil «  Source ») sont à placer entre la fin de phrase et le point final[comme ça].
- Les liens internes (vers d'autres articles de Wikipédia) sont à choisir avec parcimonie. Créez des liens vers des articles approfondissant le sujet. Les termes génériques sans rapport avec le sujet sont à éviter, ainsi que les répétitions de liens vers un même terme.
- Les liens externes sont à placer uniquement dans une section « Liens externes », à la fin de l'article. Ces liens sont à choisir avec parcimonie suivant les règles définies. Si un lien sert de source à l'article, son insertion dans le texte est à faire par les notes de bas de page.
- La présentation des références doit suivre les conventions bibliographiques. Il est recommandé d'utiliser les modèles {{Ouvrage}}, {{Chapitre}}, {{Article}}, {{Lien web}} et/ou {{Bibliographie}}. Le mode d'édition visuel peut mettre en forme automatiquement les références.
- Insérer une infobox (cadre d'informations à droite) n'est pas obligatoire pour parachever la mise en page.

Pour une aide détaillée, merci de consulter Aide:Wikification.
Si vous pensez que ces points ont été résolus, vous pouvez retirer ce bandeau et améliorer la mise en forme d'un autre article.
Apchon est une commune française située dans le département du Cantal, en région administrative Auvergne-Rhône-Alpes.

## Géographie

### Localisation
La commune d'Apchon, d'une superficie de 12,43 km2, est située à la limite nord des monts du Cantal. Elle s'étend principalement dans la vallée de la Petite Rhue, mais aussi dans celle de la Véronne (à l'ouest). Le point le plus bas de la commune est à une altitude de 833 m et le point culminant est à 1 143 m d'altitude. Le bourg d'Apchon est à 1 050 m d'altitude.
Apchon est située à 6 km au sud de Riom-ès-Montagnes et à 20 km au nord du puy Mary.

### Communes limitrophes
Les communes limitrophes sont  Cheylade, Collandres, Marchastel, Riom-ès-Montagnes et Saint-Hippolyte.
| Riom-ès-Montagnes |                 | Marchastel |
| Collandres        | Apchon          |            |
|                   | Saint-Hippolyte | Cheylade   |

### Climat
Pour des articles plus généraux, voir Climat d'Auvergne-Rhône-Alpes et Climat du Cantal.
En 2010, le climat de la commune est de type climat de montagne, selon une étude du CNRS s'appuyant sur une série de données couvrant la période 1971-2000. En 2020, Météo-France publie une typologie des climats de la France métropolitaine dans laquelle la commune est exposée à un climat de montagne ou de marges de montagne et est dans la région climatique Ouest et nord-ouest du Massif Central, caractérisée par une pluviométrie annuelle de 900 à 1 500 mm, maximale en automne et en hiver.
Pour la période 1971-2000, la température annuelle moyenne est de 8 °C, avec une amplitude thermique annuelle de 15,2 °C. Le cumul annuel moyen de précipitations est de 1 373 mm, avec 12,2 jours de précipitations en janvier et 9 jours en juillet. Pour la période 1991-2020, la température moyenne annuelle observée sur la station météorologique de Météo-France la plus proche, « Riom-Montagnes »sur la commune de Riom-ès-Montagnes à 5 km à vol d'oiseau, est de 9,7 °C et le cumul annuel moyen de précipitations est de 1 221,4 mm,. Pour l'avenir, les paramètres climatiques de la commune estimés pour 2050 selon différents scénarios d'émission de gaz à effet de serre sont consultables sur un site dédié publié par Météo-France en novembre 2022.

## Urbanisme

### Typologie
Au 1er janvier 2024, Apchon est catégorisée commune rurale à habitat dispersé, selon la nouvelle grille communale de densité à 7 niveaux définie par l'Insee en 2022.
Elle est située hors unité urbaine et hors attraction des villes,.

### Occupation des sols
L'occupation des sols de la commune, telle qu'elle ressort de la base de données européenne d’occupation biophysique des sols Corine Land Cover (CLC), est marquée par l'importance des territoires agricoles (86,8 % en 2018), en augmentation par rapport à 1990 (83,6 %). La répartition détaillée en 2018 est la suivante : 
prairies (76,5 %), zones agricoles hétérogènes (10,3 %), milieux à végétation arbustive et/ou herbacée (6,3 %), forêts (3,3 %), zones urbanisées (2 %), zones humides intérieures (1,6 %). L'évolution de l’occupation des sols de la commune et de ses infrastructures peut être observée sur les différentes représentations cartographiques du territoire : la carte de Cassini (XVIIIe siècle), la carte d'état-major (1820-1866) et les cartes ou photos aériennes de l'IGN pour la période actuelle (1950 à aujourd'hui).

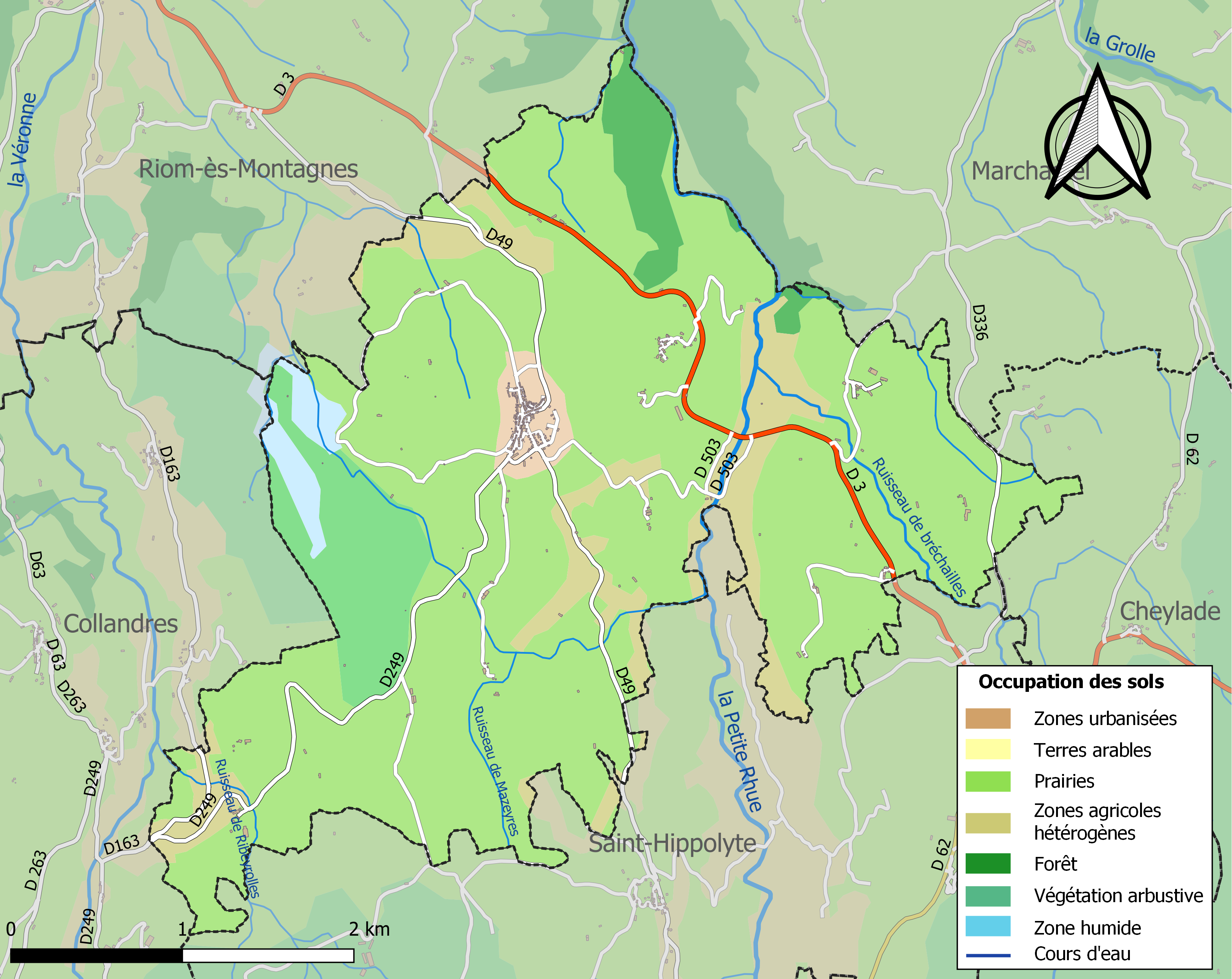
Carte des infrastructures et de l'occupation des sols de la commune en 2018 (CLC).

### Habitat et logement
En 2018, le nombre total de logements dans la commune était de 219, alors qu'il était de 210 en 2013 et de 209 en 2008.
Parmi ces logements, 47,5 % étaient des résidences principales, 39,9 % des résidences secondaires et 12,7 % des logements vacants. Ces logements étaient pour 96,3 % d'entre eux des maisons individuelles et pour 3,7 % des appartements.
Le tableau ci-dessous présente la typologie des logements à Apchon en 2018 en comparaison avec celle du Cantal et de la France entière. Une caractéristique marquante du parc de logements est ainsi une proportion de résidences secondaires et logements occasionnels (39,9 %) supérieure à celle du département (20,4 %) et à celle de la France entière (9,7 %). Concernant le statut d'occupation de ces logements, 73,1 % des habitants de la commune sont propriétaires de leur logement (71,6 % en 2013), contre 70,4 % pour le Cantal et 57,5 pour la France entière.
| Typologie                                               | Apchon | Cantal | France entière |
| ------------------------------------------------------- | ------ | ------ | -------------- |
| Résidences principales (en %)                           | 47,5   | 67,7   | 82,1           |
| Résidences secondaires et logements occasionnels (en %) | 39,9   | 20,4   | 9,7            |
| Logements vacants (en %)                                | 12,7   | 11,9   | 8,2            |

## Toponymie
Le nom de la localité est attesté sous les formes Castellum Apjone et Apione au XIIe siècle, Apchonium en 1297, Apchonia en 1310.
Ce toponyme Apchon est identique en langue française et en langue occitane; d'après Albert Dauzat et Charles Rostaing, il provient du nom d'homme latin Appius, et du suffixe -onem; voir également Apchat (avec le suffixe -iacum) et Apcher (avec le suffixe -arium).

## Politique et administration

### Découpage territorial
La commune d'Apchon est membre de la communauté de communes du Pays Gentiane, un établissement public de coopération intercommunale (EPCI) à fiscalité propre créé le 29 décembre 1993 dont le siège est à Riom-ès-Montagnes. Ce dernier est par ailleurs membre d'autres groupements intercommunaux.
Sur le plan administratif, elle est rattachée à l'arrondissement de Mauriac, à la circonscription administrative de l'État du Cantal et à la région Auvergne-Rhône-Alpes.
Sur le plan électoral, elle dépend du canton de Riom-ès-Montagnes pour l'élection des conseillers départementaux, depuis le redécoupage cantonal de 2014 entré en vigueur en 2015, et de la deuxième circonscription du Cantal  pour les élections législatives, depuis le dernier découpage électoral de 2010.

### Liste des maires
| Période                                  | Période  | Identité                                 | Étiquette | Qualité                 |
| ---------------------------------------- | -------- | ---------------------------------------- | --------- | ----------------------- |
| 1790                                     | 1817     | Charles Reynauld-Lassaigne               |           | Avocat                  |
| 1817                                     | 1818     | Charles Dechaumeil de la Jalaine         |           | Propriétaire rentier    |
| 1818                                     | 1830     | Jean-Gilbert François Bancal             |           | Notaire                 |
| 1830                                     | 1831     | Denis Dumond                             |           | Propriétaire rentier    |
| 1831                                     | 1844     | Guillaume-Henri Dechaumeil de la Jalaine |           | Avocat                  |
| 1844                                     | 1852     | Jean-Gilbert François Bancal             |           | Notaire                 |
| 1852                                     | 1872     | Jacques Rongier                          |           | Expert géomètre         |
| 1872                                     | 1877     | Jean-Julien Juillard                     |           | Docteur en médecine     |
| 1877                                     | 1877     | Antoine Rodde                            |           | Receveur buraliste      |
| 1877                                     | 1879     | Jean-Julien Juillard                     |           | Docteur en médecine     |
| 1879                                     | 1881     | Antoine Barathier                        |           | Propriétaire exploitant |
| 1881                                     | 1884     | Jean Coudert                             |           | Propriétaire exploitant |
| 1884                                     | 1896     | François Deydier                         |           | Notaire                 |
| 1896                                     | 1899     | Louis Jean-Baptiste Varagne              |           | Notaire                 |
| 1899                                     | 1908     | Louis Sidaine                            |           | Propriétaire exploitant |
| 1908                                     | 1912     | Jacques Delbos                           |           | Négociant voyageur      |
| 1912                                     | 1944     | Antony Andrieu                           |           | Notaire                 |
| 1945                                     | 1964     | Albert Serre                             |           | Négociant voyageur      |
| 1964                                     | 1989     | Eugène Bresson                           |           | Instituteur             |
| 1989                                     | 2001     | René Vidal                               |           | Instituteur             |
| 2001                                     | En cours | Pierre Pouget                            |           | Employé                 |
| Les données manquantes sont à compléter. |          |                                          |           |                         |

## Démographie
L'évolution du nombre d'habitants est connue à travers les recensements de la population effectués dans la commune depuis 1793. Pour les communes de moins de 10 000 habitants, une enquête de recensement portant sur toute la population est réalisée tous les cinq ans, les populations de référence des années intermédiaires étant quant à elles estimées par interpolation ou extrapolation. Pour la commune, le premier recensement exhaustif entrant dans le cadre du nouveau dispositif a été réalisé en 2005.

En 2022, la commune comptait 180 habitants, en évolution de −3,74 % par rapport à 2016 (Cantal : −1,08 %, France hors Mayotte : +2,11 %).
| 1793 | 1800 | 1806 | 1821 | 1831 | 1836 | 1841 | 1846  | 1851  |
| ---- | ---- | ---- | ---- | ---- | ---- | ---- | ----- | ----- |
| 680  | 697  | 992  | 814  | 901  | 955  | 952  | 1 010 | 1 231 |

| 1856  | 1861 | 1866 | 1872 | 1876 | 1881 | 1886 | 1891 | 1896 |
| ----- | ---- | ---- | ---- | ---- | ---- | ---- | ---- | ---- |
| 1 072 | 946  | 843  | 869  | 753  | 788  | 810  | 902  | 805  |

| 1901 | 1906 | 1911 | 1921 | 1926 | 1931 | 1936 | 1946 | 1954 |
| ---- | ---- | ---- | ---- | ---- | ---- | ---- | ---- | ---- |
| 699  | 748  | 695  | 629  | 675  | 678  | 668  | 669  | 600  |

| 1962 | 1968 | 1975 | 1982 | 1990 | 1999 | 2005 | 2006 | 2010 |
| ---- | ---- | ---- | ---- | ---- | ---- | ---- | ---- | ---- |
| 510  | 455  | 352  | 313  | 257  | 242  | 215  | 208  | 212  |

| 2015 | 2020 | 2022 | - | - | - | - | - | - |
| ---- | ---- | ---- | - | - | - | - | - | - |
| 188  | 186  | 180  | - | - | - | - | - | - |

## Culture locale et patrimoine

### Lieux et monuments

#### Source Saint-Éloi (dite Font Salée)

##### Accès et découverte de la source
La source Saint-Éloi, dite de la "Font Salée", se trouve à l'extrémité Nord de la commune, sur la rive gauche de la rivière Petite Rhue. On peut y accéder par le hameau de La Ribeyre (sentier de la Font Salée), ou depuis le pont de la D 36 situé au Sud du hameau de La Rodde, après un cheminement de l'ordre du kilomètre. Cette source est canalisée, et collectée dans un bac couvert par une voûte en pierre. Son nom interpelle d'emblée sur sa composition. Sur site, un mince filet d'eau (observé à l'été 2019) parcourant la végétation forestière en surface en provenance du bac, et marqué d'un dépôt continu d'une couleur orangée, atteste d'un faible débit et d'une teneur très significative en métaux. Toutefois, les conditions climatiques estivales difficiles de ces dernières années peuvent en avoir réduit le débit. L'examen et la dégustation révèlent une eau froide, jaunâtre, non salée au sens usuellement accepté, légèrement pétillante, et présentant un goût métallique extrêmement prononcé. Aussi le nom de Saint-Éloi - patron de la métallurgie - semble-t-il se justifier d'emblée.

##### Composition minérale (sources documentaires)
D'après le site officiel de la commune d'Apchon, il s'agit d'une "source d'eau ferrugineuse". Le site officiel de Geocatching, citant le Guide des sentiers de randonnée du Pays Gentiane, précise quant à lui que "La source de la Font Salée [...] peu minéralisée et au goût neutre, porte donc mal son nom ! Toutefois, Deribier du Chatelet lui prêta des vertus inattendues pour les personnes souffrant "d'embarras gastriques" et de "pâles couleurs". À la fin du XIXe siècle, Emise Pigot, un restaurateur parisien, entreprit de la commercialiser sous le nom d'eau Saint-Eloy. [Pour des raisons de difficulté d'exploitation] l'autorisation fut retirée en 1952." Par deux aspects (minéralisation faible, et goût neutre), cette description est douteuse.
Cette source est par ailleurs citée dans l'inventaire des sources thermales et minérales du Cantal publié par le BRGM en 1975, et issu de la thèse de Bernard Henou. L'inventaire évoque les failles Nord-Sud du socle métamorphique oriental du Cézallier, à l'origine du métallotecte de plusieurs sources locales, dont celle de la Font Salée, dont le captage est mentionné, ainsi que le faible débit de l'ensemble des sources du district (de l'ordre du litre par minute). D'après cet inventaire (p. 9), "toutes [c]es sources minérales sont froides, et il n'existe aucune analyse chimique faite. Elles sont gazeuses et doivent être de type bicarbonaté sodique". Ce document corrobore ainsi le constat empirique de la température, et du caractère gazéifié de cette source, mais n'apporte aucun éclairage sur sa métallicité.

##### Teneur en cations métalliques (analyses chimiques en laboratoire): une eau non-ferrugineuse
Devant l'absence d'analyse chimique, une analyse minérale exhaustive de la source de la Font Salée a été effectuée auprès du laboratoire Aquatycia sur un prélèvement opéré au mois d'août 2019. De façon surprenante, l'analyse a révélé une quasi-absence d'ions fer (ferreux et ferrique, avec un total de 1,3 μg.l−1, pour une ligne directrice de 0,2 μg.l−1 selon les normes européennes de 1998), invalidant l'hypothèse d'une eau ferrugineuse (selon l'AFSSA, une eau est qualifiée de ferrugineuse au-delà d'un seuil de 1 mg.l−1 en ion Fe2+). En revanche, l'analyse a mis en évidence une teneur très prononcée en manganèse soluble (1,1 μg.l−1), l'amenant au-delà du seuil de vigilance pour une eau de consommation courante (la ligne directrice définie par l'OMS selon les normes de 1993 pour cet élément est de 0,5 μg.l−1; celle définie par l'Union Européenne est de 0,05 μg.l−1). Cette teneur peut être sous-estimée, eu égard au prélèvement opéré dans le bac de la source où l'eau se décante, et à la continuation du dépôt de précipité dans l'échantillon. Il est à noter que la couleur de l'oxyde de manganèse II / MnO présente une couleur brun-orangé cohérente avec la couleur des dépôts observés sur site.
La teneur en manganèse de l'eau de la Font Salée en fait une eau impropre à une consommation régulière. En effet, si le manganèse est un oligo-élément essentiel à de nombreuses fonctions biologiques, la carence en cet élément n'a jamais été démontrée chez l'homme. Son excès peut en revanche avoir des incidences graves sur la santé, et causer à long terme des pathologies irréversibles au plan neurologique, au rang desquelles l'évocatrice folie du manganèse (voir la section relative à la toxicité de cet élément).

##### Autres aspects de la composition minérale: une eau non "salée"
Parmi les autres éléments dont la présence est notable, peuvent être cités, le calcium (150 μg.l−1) dont la concentration lui donne le statut d'eau "calcique", puis le magnésium (30 μg.l−1) et le fluor (50 μg.l−1), présents en quantité significative. Les carbonates, évalués à 50 μg.l−1 sont sans doute sous-estimés du fait de la dégazage progressif de l'échantillon à l'ouverture. Enfin, la teneur en sodium (65 μg.l−1) reste insuffisante pour lui donner le statut d'eau "sodique", au contraire de la supposition formulée dans l'inventaire des sources du Cantal. La teneur totale en éléments minéraux en fait une eau "faiblement minéralisée".

##### Conclusions
Le qualificatif de Font "Salée" de cette source ne peut résulter que de la teneur frappante en sels métalliques, constatée à l'examen de la source et de l'analyse chimique. Les propriétés essentielles de l'eau de la Font Salée tiennent à sa teneur en manganèse, puis à son caractère carbonaté, remarquables au goût. Elles suggèrent encore que son caractère commercial passé n'a pu relever que de la curiosité et de l'attrait mondain. Ses vertus sanitaires ne sont pas établies, voire contredites par sa composition minérale. Ces propriétés, ainsi que le caractère confiné des lieux, lui confèrent un attrait touristique évident.

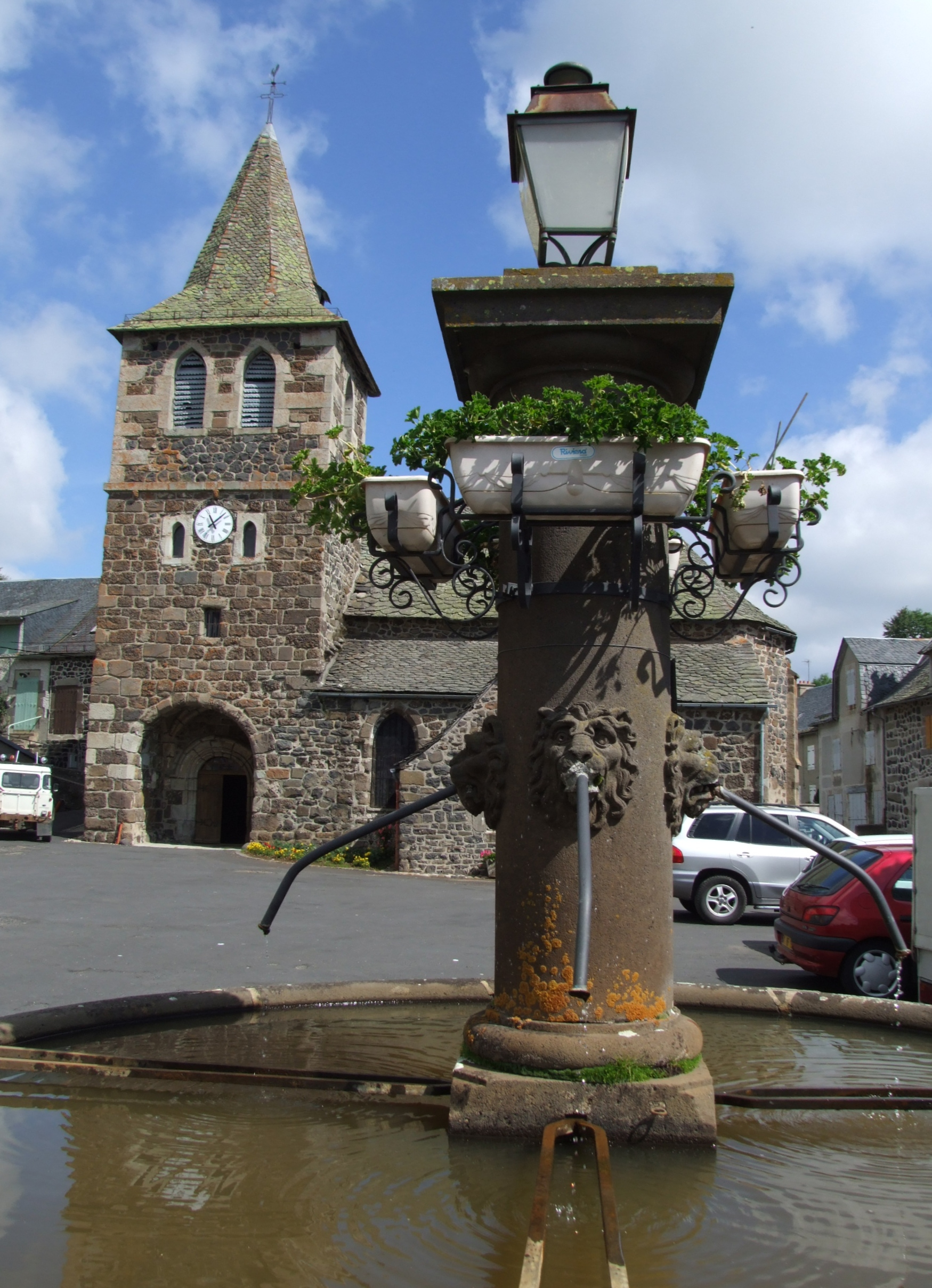
Église paroissiale.
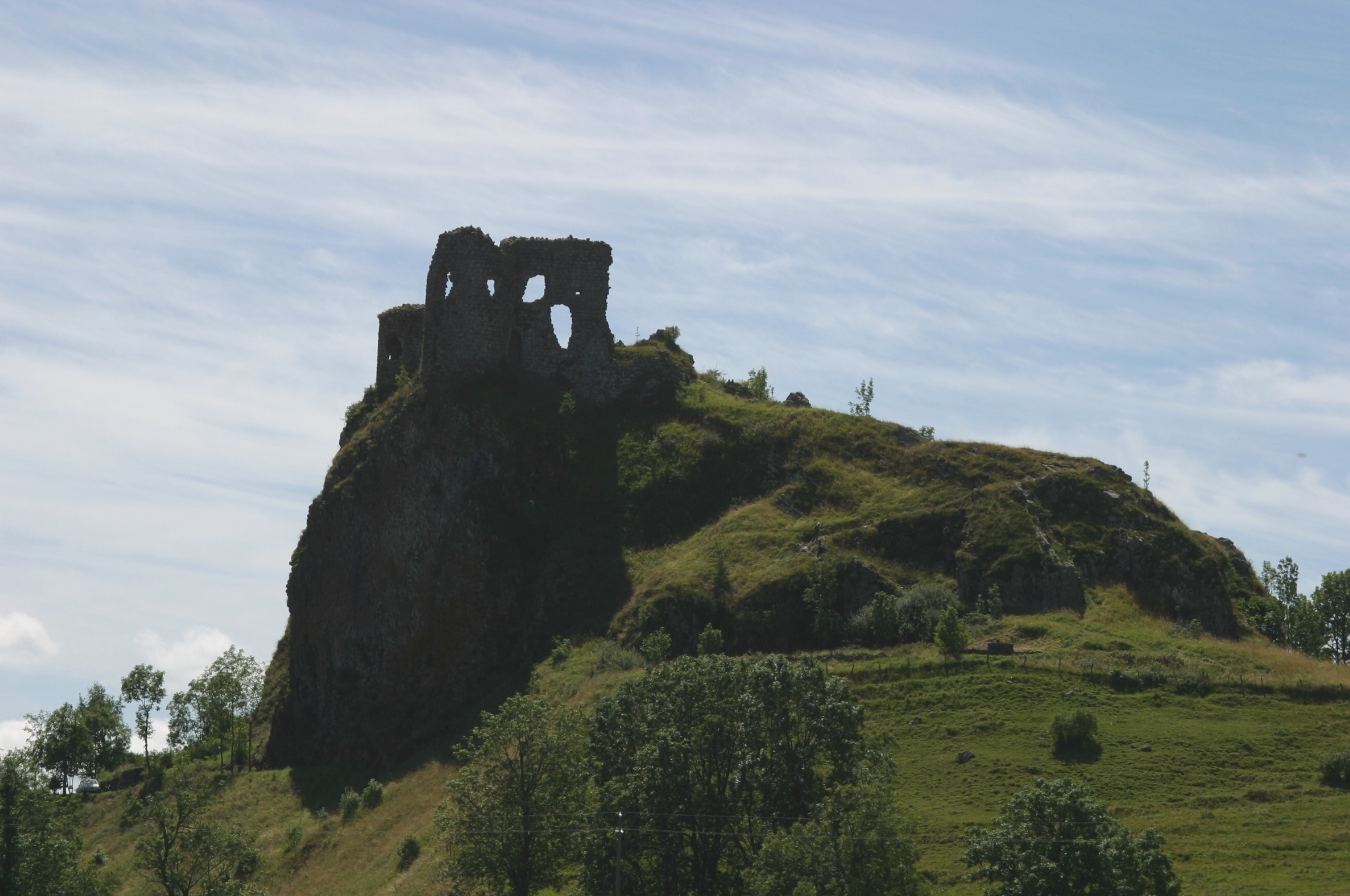
Ruines du château (construit entre 1408 et 1422).
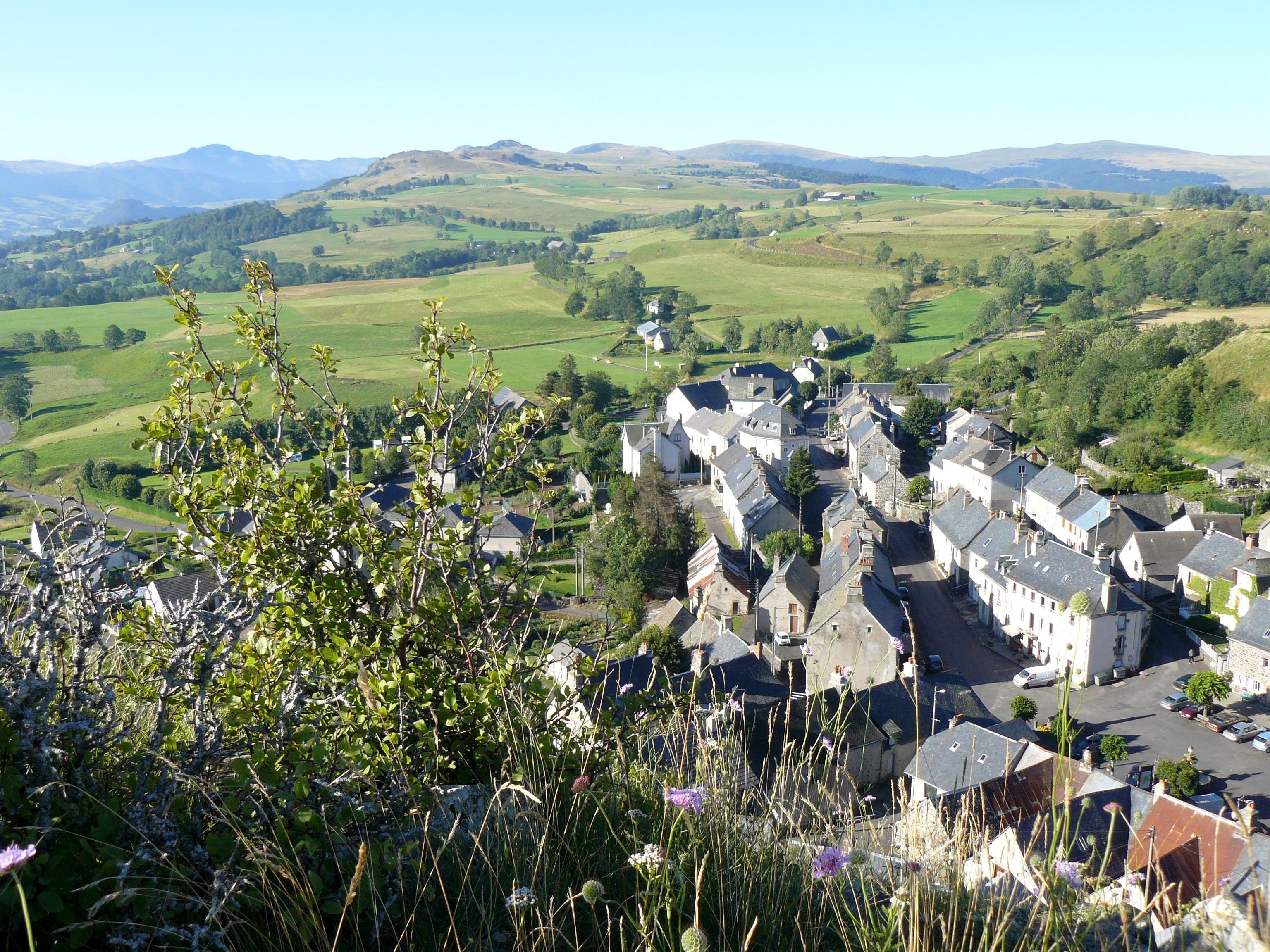
Vue du village, depuis le château.

### Héraldique
| Blason de Apchon | Blason  | De sable à la croix d'or cantonnée aux 1er et 2e d'un besant d'or, au 3e d'une hache contournée d'argent et au 4e au personnage religieux du même. DeviseHaut et clair |
| Blason de Apchon | Détails | Le statut officiel du blason reste à déterminer. |